# 鏡中世界
鏡中世界（英語：Looking-glass world）是英國作家路易斯·卡羅在兒童奇幻小說《愛麗絲鏡中奇遇》創造的一個虛構世界:215。它和《愛麗絲夢遊仙境》裡的仙境非常類似。

## 地理
|  | 它是一個很奇怪的國家。 |

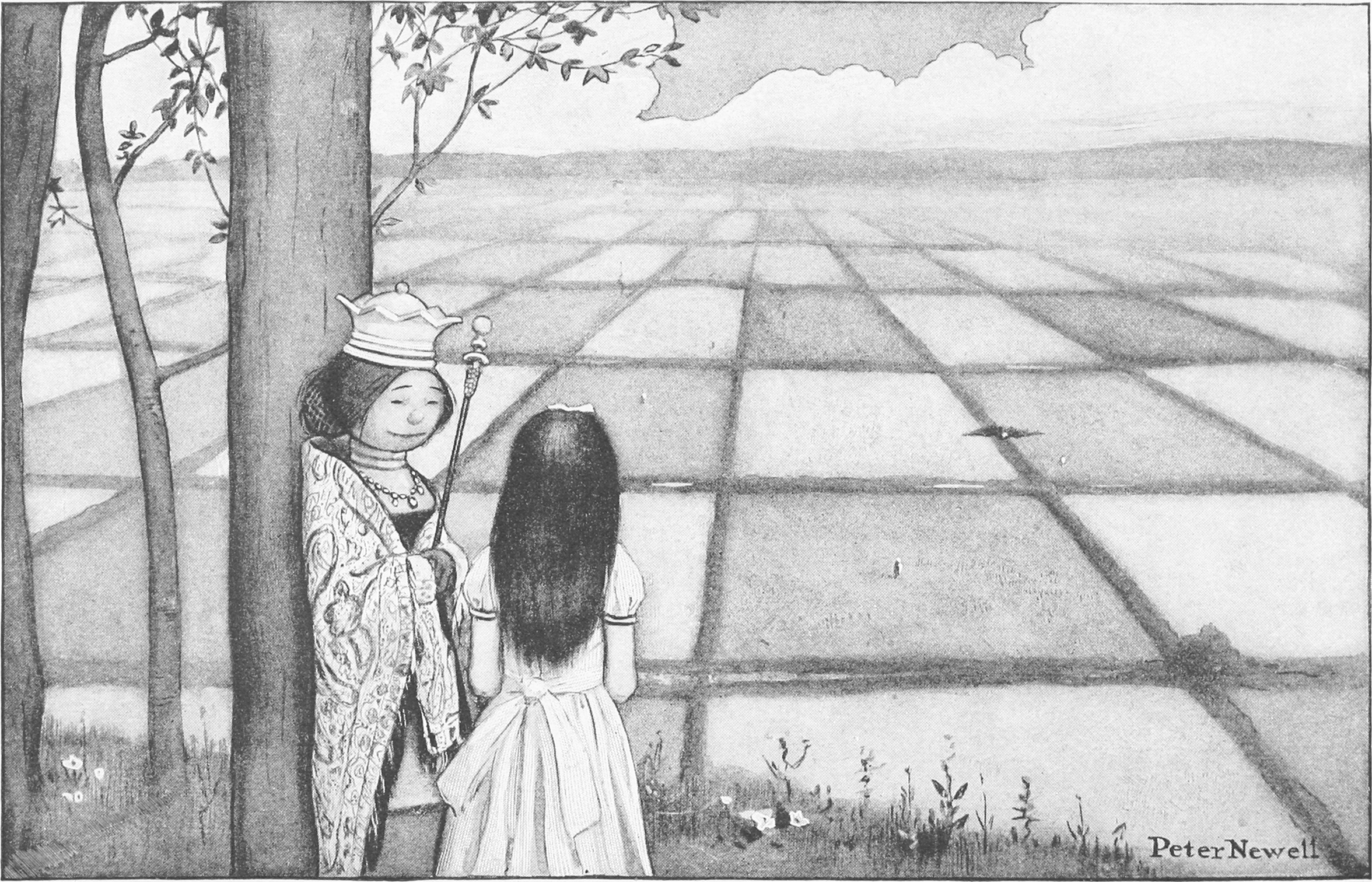
另一張鏡中世界的插圖，由彼得·紐維爾繪製。

整個國家的佈局就像一個被放大的西洋棋盤一樣，它被一系列的小溪流分割成各個廣場。同時由於愛麗絲是透過鏡子進入這個世界的，因此世界中的一切事物都會顛倒過來，就跟鏡中的影像一樣。
鏡中世界裡還有一家由綿羊開設的商店。
跟《愛麗絲夢遊仙境》裡的仙境一樣，鏡中世界也具有許多奇怪的事物。

## 政府
這塊土地的統治者主要分為紅、白兩方，兩方皆有各自的國王、王后、主教、騎士、軍隊和城堡。

## 居民
- 海哈
- 哈塔
- 矮胖子
- 獅子和獨角獸（英语：The Lion and the Unicorn）
- 紅國王（英语：Red King (Through the Looking-Glass)）
- 紅王后（英语：Red Queen (Through the Looking-Glass)）
- 綿羊
- 特威德爾姆和特威德爾迪（英语：Tweedledum and Tweedledee）
- 白國王（英语：White King (Through the Looking-Glass)）
- 白王后（英语：White Queen (Through the Looking-Glass)）
- 白騎士

## 外部連結
- 鏡中世界地圖 （页面存档备份，存于）